# Humajun
Humajun, fullständigt Nasir ud din Muhammad Humajun, var en indisk stormogul, född 6 mars 1508 i Kabul som den äldste sonen av fyra söner till Mogulrikets grundare Babur, död 22 februari 1556 i Delhi, son till Babur. Humajun var stormogul från faderns död 28 december 1530. I enlighet med faderns önskan gav han då Sambhal till sin bror Askari, Alwar till sin bror Hindal samt Kabul och Kandahar till sin bror Kamran, som dock inte var nöjd utan även tog Punjab. Humajun avsattes 17 maj 1540 av afghanen Sher Shah.
Efter 15 års militär kamp lyckades Humajun återta sitt rike 23 juli 1555, och regerade sedan till sin död 27 januari 1556 för att då efterträdas av sin 13-årige son, Akbar den store.

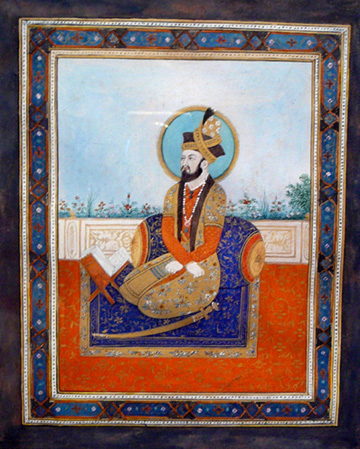
Mogulrikets kejsare Humajun.
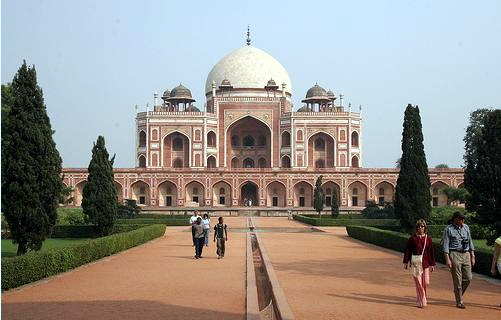
Humajuns grav